# 왕산로
왕산로(旺山路)는 서울특별시 동대문구 신설동로터리에서 시작해 동대문구 시조사 삼거리에서 끝나는 왕복 6~8차선 도로이다. 이 도로의 총 연장은 3.17Km이고, 왕산로 전체구간은 국도 제6호선과 중복된다. 2011년 12월 28일 중앙버스전용차로가 개통되어 흥인지문 로터리에서 출발하여 청량리역까지 중앙차로가 놓였다. 독립운동가 허위(許蔿)의 호인 왕산(旺山)을 따서 도로명으로 삼았다.

## 역사
- 1966년 11월 26일: ‘동대문(동대문구 창신동 700)~청량리로타리(동대문구 청량리동 176)’ 구간을 왕산로(旺山路)로 지정[1]
- 2010년 4월 22일: 동대문역~신설동역 간을 종로로 편입, 망우로에서 청량리역~시조사삼거리 간을 편입[2]

## 경유지
서울특별시
- 동대문구

## 노선
- 신설동로터리 - 안암교 - 용두사거리 - 제기동역 - 경동시장 사거리 - 청량리역 삼거리 - 시조사 삼거리

## 연결 도로
왕산로의 기점인 신설동로터리에서는 종로와 직결됨과 동시에 난계로, 보문로, 천호대로, 한빛로와 만나며, 종점인 시조사 삼거리에서는 망우로, 이문로와 만난다.